# Bataille de Fakh
La bataille de Fakh s'est déroulée près de la ville éponyme, située dans les environs de la Mecque, dans l'actuelle Arabie saoudite, le 11 juin 786. Elle a opposé les forces du califat abbasside, menées par Sulayman ibn Abu Ja'far, un des fils d'al-Mansûr, et les forces d'une rébellion alide zaydite menée par Husayn ibn Ali ibn al-Hasan, descendant direct d'Ali ibn Abi Talib par al-Hassan, dont il est le petit-fils. La bataille est remportée par l'armée abbasside qui capture et exécute la plupart des séditieux. Idris ibn Abdallah fera partie des survivants de cette bataille côté alide et parviendra à fuir vers le Maroc, où il deviendra le premier roi de la dynastie idrisside en 788.

## Prémices
En 748-750, la révolte abbasside renversa le califat omeyyade (661-750) et établit la dynastie abbasside à la tête du monde islamique. Le changement de dynastie n'était pas une simple lutte de succession, mais l'aboutissement d'un large mouvement social et politique qui rejetait le régime omeyyade, qui était largement considéré comme oppressif, trop dépendant et favorisant son cœur syrien à l'exclusion d'autres régions, et plus préoccupé par les aspects mondains du califat que les enseignements de l'Islam. Une croyance répandue à l'époque favorisait le remplacement du règne dynastique omeyyade par celui d'un « élu de la famille de Muhammad » (al-Riḍā min l Muḥammad). Un gouvernement qui rendrait justice à la communauté musulmane, traitant tous les musulmans de manière égale, quelle que soit leur origine. En premier lieu, cela signifiait les Alides, c'est-à-dire ceux qui descendent de Muhammad via Fatima. Cependant, les Abbassides ont exploité l'imprécision du slogan d'al-Riḍā min l Muḥammad en se présentant comme étant également membres de la "Famille du Prophète" au sens large par leur descendance commune du clan Banu Hashim. Cette affirmation a été rejetée par les écrivains chiites ultérieurs, qui ont limité l'appartenance à la famille du Prophète aux alides et considéraient donc les Abbassides comme des usurpateurs, mais cette distinction n'était pas aussi nette à l'époque, et les affirmations abbassides semblent ont été largement acceptés lorsqu'ils sont arrivés au pouvoir.
En conséquence, la relation entre la dynastie abbasside et les Alides était ambivalente et a subi de nombreux changements. Les Abbassides ont essayé d'obtenir le soutien de certains alides, ou du moins l'acquiescement, à leur gouvernement par l'attribution de salaires et d'honneurs à la cour. Néanmoins, de nombreux alides, principalement d'obédience zaydite, ont continué à rejeter les Abbassides comme usurpateurs, et plusieurs sont entrés dans la clandestinité et ont de nouveau tenté de soulever les mécontents contre le nouveau régime. Le deuxième calife abbasside, al-Mansur (r. 754-775), a emprisonné plusieurs alides et a dû faire face à une révolte majeure des alides à Médine et à Bassorah, dirigée par Muhammad al-Nafs al-Zakiyya, en 762-763. Un proche parent de Muhammad al-Nafs al-Zakiyya était al-Husayn ibn Ali. Son père, Ali al-Abid, était le cousin germain de Muhammad et sa mère Zaynab était la sœur de Muhammad. Ali al-Abid était célèbre pour sa piété et s'est porté volontaire pour partager le sort de ses proches, qui ont été emprisonnés par al-Mansur. Il aurait enduré l'emprisonnement avec constance, mais il est décédé en 763.
Husayn a ainsi grandi dans ce que l'historienne Laura Veccia Vaglieri décrit comme « une atmosphère de piété extrême et de haine secrète pour les Abbassides ». Néanmoins, Husayn avait des relations amicales avec le troisième calife abbasside, al-Mahdi (r. 775-785), qui lui donna de l'argent et libéra un prisonnier alide à l'intercession de Husayn.

## Déclenchement de la révolte
Peu de temps après la mort d'al-Mahdi en juillet 785, Husayn et ses partisans se sont révoltés à Médine, espérant profiter de la position encore instable du successeur d'al-Mahdi, al-Hadi. L'historien du début du Xe siècle al-Tabari enregistre plusieurs traditions qui suggèrent que la cause immédiate de la révolte était une querelle entre Husayn et le gouverneur abbasside de Médine, Umar ibn Abd al-Aziz ibn Abdallah, connu sous le nom d'al-Umari. Al-Umari a tenté de réguler les mouvements des alides dans la ville et a fait fouetter et humilier publiquement trois hommes, dont Abu'l-Zift, un fils de Muhammad al-Nafs al-Zakiyya, pour avoir bafoué l'interdiction islamique de la consommation de l'alcool; cela a provoqué l'indignation parmi les Alides. La situation a empiré lorsqu'on a découvert qu'Abu'l-Zift, pour qui Husayn et Yahya ibn Abdallah (un demi-frère de Muhammad al-Nafs al-Zakiyya) s'étaient portés garants, avait fui la ville. Dans la confrontation qui a suivi avec al-Umari, Yahya et le gouverneur ont échangé des insultes et des menaces, rendant la situation intenable pour Husayn et ses partisans. Bien que cela ait pu être l'étincelle immédiate du soulèvement, d'après les passages ultérieurs d'al-Tabari, il est évident qu'un soulèvement était prévu depuis un certain temps, y compris le recrutement de Kufans qui guettaient secrètement dans la ville, et l'espoir d'assistance par les sympathisants qui ont effectué le pèlerinage. La motivation de la révolte n'est pas claire ; plus tard, des écrivains chiites prétendent que cela résultait de la position anti-Alid du nouveau calife, al-Hadi, mais il y a des indications que dans ses dernières années al-Mahdi lui-même était passé d'une politique conciliante à l'hostilité envers les alides, provoquant un grand mécontentement parmi les chiites.